# Herakliusz (egzarcha)

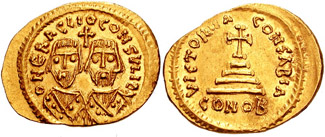
Złoty solidus wybity podczas buntu Herakliusza, przedstawiający Herakliusza Starszego i jego syna, przyszłego cesarza Herakliusza, ubranych w szaty konsularne

Herakliusz Starszy (łac. Heraclius; grec. Ἡράκλειος, zm. 610) – egzarcha Kartaginy w latach 598 lub 602 do 610 roku.
Był drugim egzarchą Kartaginy. Po zamordowaniu cesarza Maurycjusza przez Fokasa w 602 roku przerwał dostawy zboża i oliwy do Konstantynopola, nie uznając uzurpatora. Młodszy syn Herakliusza Starszego - Niketas, ruszył z wojskami na Egipt i odbił go z rąk sił Fokasa. Starszy syn Herakliusz ruszył w 610 do Konstantynopola i po obaleniu Fokasa został koronowany na cesarza. 